# Alexandre Dumas (otac)
Alexandre Dumas, rođen kao Dumas Davy de la Pailleterie (Villers-Cotterêts, 24. srpnja 1802. – Puys, 5. prosinca 1870.), bio je francuski književnik. Jedan je od začetnika feljtona. 
Pisac je nevjerojatno plodnog talenta, bogate fantazije i živa duha, okušao se jednako sretno u kazališnim djelima i u povijesnim romanima.[nedostaje izvor] Djela su mu prevedena na brojne svjetske jezike i jedan je od najčitanijih francuskih književnika.[nedostaje izvor] Mnogi povijesni romani, poput Grof Monte Kristo, Tri mušketira i Dvadeset godina kasnije su prvobitno objavljivani u serijalima. Njegova djela su od početka 20. veka doživjela preko dvije stotine ekranizacija. Utjecaj povijesno-avanturističih Dumasovih romana osjetio se gotovo u cijeloj europskoj popularnoj literaturi. Bio je najpopularniji romanopisac i dramatičar svoga vremena. Napisao je, što sam, što u suradnji s drugima, oko 300 romana i drama. Za kazalište je zaslužan jer je dao prvu povijesnu romantičnu dramu Henrik III i njegov dvor.[nedostaje izvor]

## Životopis
Aleksandar Dumas je rođen 1802. godine u Viler Kotjeu. Otac mu se zvao Thomas-Alexandre Dumas, a majka Marie-Louise Élisabeth Labouret. Imao je dve starije sestre Marie-Alexandrine i Louise-Alexandrine koja je preminula prije njegovog rođenja. Thomas-Alexandre je rođen u francuskoj koloniji Sent Dominik (današnji Haiti). Bio je sin francuskog plemića i generala markiza Alexandrea Antoine Davy de la Pailletere i robinje afro-karipskog porijekla Marie-Cessette Dumas. Otac ga je kao dječaka doveo u Francusku, gdje se školovao u vojnoj školi i kasnije pridružio vojsci. Prezime Dumas je uzeo od majke, nakon što je prekinuo kontakt s ocem. Do 31. godine je stekao čin generala, te postao prvi vojnik afričkog podrijetla s tim činom u povijesti francuske vojske.
Alexandre Dumas je po završetku srednje škole, upisao pravni fakultet u Parizu, ali je njegov život krenuo u sasvim drugom smjeru. Dok je radio za vojvodu Louis Antoine, Dumas je počeo pisati članke za časopise i kazališne komade. Njegova prva predstava Anri III. i njegova suđenja (Henri III et sa cour) nastala je 1829. godine. Sa samo 27 godina, susreo se s pozitivnim reakcijama publike i kritike. Zato je sljedeće godine napisao predstavu Kristin (Christine) koja je vrlo brzo postala popularna.
Godine 1830. sudjelovao je u revoluciji zahvaljujući kojoj je svrgnut kralj Charles Philippe  i na prijesto došao Dumasov prijatelj, Louis Antoine, vojvoda od Orleansa. Tijekom prvih pet godina njegove vladavine, stanje u državi je bilo kaotično. Vladali su neredi među nezadovoljnim republikancima i siromašnim radnicima. Međutim, početkom industrijalizacije poboljšalo se stanje i u ekonomiji. Prestanak cenzure tiska pomogao je da Dumas postane jedan od najznačajnijih i najtraženijih pisaca u Francuskoj. Poslije nekoliko vrlo uspješnih kazališnih komada, počeo se baviti pisanjem romana.
Premda ga je privlačio pomalo ekstravagantan način života zbog koga je uvijek trošio više nego što je zarađivao, pokazao se kao vješt poslovni čovjek. Zato je roman Kapetan Pol (Le Capitaine Paul) 1838. godine počeo da objavljuje u dijelovima. Osnovao je svoj studio u kome su pisci pisali na stotine priča, ali je svaku osobno čitao, dorađivao i objavljivao. U periodu od 1839. do 1841. godine Dumas je uz pomoć nekoliko prijatelja sastavio zbirku eseja Crimes Célèbres o najvećim zločinima u europskoj povijesti. Surađivao je i s Augustinom Grisierom, majstorom mačevanja, na svom romanu koji je 1840. godine objavljen pod nazivom Majstor mačevanja. Ruski car Nikola I. je zabranio da se roman prodaje u Rusiji, te sve do njegove smrti nije dopuštao Dumas da posjeti njegovu zemlju. Surađivao je i s Augusteom Maquetom sa kojim je završio na sudu, jer je Maquet smatrao da bi trebao dobiti veću zaradu zbog uspjeha kratkog romana Žorž iz 1843. godine. Sud je naredio Dumas da mu da više novca, ali ne i autorska prava na djelo. Popularnost njegovih romana se prenijela i na druge europske zemlje, te su prevođeni na engleski, španjolski, talijanski i mnoge druge jezike. Od toga je zarađivao velike sume novca, ali je često bio na ivici bankrota, jer je novac trošio na raskošan život i brojne ljubavnice. Njegovi suvremenici su zapisali da ih je bilo čak 40.
Na imanju Le Port Marli, nedaleko od Pariza 1846. godine je sagradio seosku kuću u kojoj je napravio svoj studio. Gosti su mu bili poznanici i prijatelji, ali i brojni stranci koji su iskorištavali njegovu velikodušnost. Dvije godine kasnije, suočen sa velikim financijskim poteškoćama, rasprodao je cjelokupnu imovinu. 
Pisao je u širokom spektru žanrova, smatra se da je tokom života objavio više od 100.000 stranica različitih tekstova. Na putovanjima u Španjolsku, Italiju, Njemačku, Englesku i Alžir pisao je svoje utiske, te ih objavljivao u vidu putopisa. Nakon što je kralj Louis Antoine svrgnut s prijestolja, a Napolen III. (Charles-Louis Napoléon Bonaparte) izabran za prvog predsjednika Francuske republike, Dumas je pao u "nemilost". Zbog toga, ali i velikih dugova koje je napravio u Parizu, 1851. godine je pobjegao u Bruxelles.
Odatle je 1859. godine preselio u Rusiju. Živio je u Sankt Petersburgu, Moskvi, Kazanu, Astrahanu i gruzijskom Tbilisiju. Svoje avanture s putovanja pretočio je u vrlo popularne putopisne knjige. Kada je 1861. godine Vittorio Emanuele II. Italiju proglasio Kraljevinom, Dumas se preselio na Apeninski poluotok. Učestvovao je u pokretu za ujedinjenje  Italije, osnovao i vodio časopis Independente, te se družio s revolucionarom Giuseppeom Garibaldijem. Obojica su poštovali liberalna republikanska načela i divili se Slobodnom zidarstvu. 
Dumas se u Pariz vratio 1864. godine, te je objavio putopisne knjige o Italiji. Uprkos aristokratskom porijeklu i velikom književnom uspjehu, često se suočavao s diskriminacijom zbog boje kože. Zato je 1843. godine napisao kratki roman pod nazivom Žorž, koji se bavio pitanjima rase i posljedicama kolonijalizma. Čovjeku koji ga je vrijeđao zbog njegovog  afričkog porijekla, Dumas je odgovorio:
Sa piscima Victorom Hugo, Charlesom Baudelairem, Eugènem Delacroixom, Honoré de Balzakom i Gérardom de Nervalom, Dumas je jednom mjesečno pušio hašiš u jednom pariškom hotelu. U čuvenom romanu Grof Monte Cristo postoji nekoliko referenci na ovu njegovu naviku.
Alexandre Dumas je preminuo 5. prosinca 1870. godine, šest mjeseci nakon svog 68. rođendana, a njegovo tijelo je pokopano nedaleko od obiteljske kuće. Godine 1970. jedna od najprometnijih postaja metroa u Parizu je nazvana njegovim imenom. Francuski predsjednik Jacques Chirac je 2002. godine, na proslavi dvjestote godišnjice rođenja Alexandre Dumasa, njegove posmrtne ostatke prosuo u mauzolej pariškog Panteona, gdje počiva pepeo mnogih slavnih Francuza.

## Djela

### Romance D'Artagnan
- - Tri mušketira (Les Trois Mousquetaires, 1844.)
  - Dvadeset godina nakon (Vingt Ans Après, 1845.)
  - The Vicomte de Bragelonne (Le Vicomte de Bragelonne, ou Dix ans plus tard, 1847.)
- Grof Monte Cristo (1845.–1846.)
- The Regent's Daughter (1845.)
- The Two Dianas (1846.)

### romance Valois
- - Kraljica Margot (1845.)
  - Gospođa de Monsorot (1846.)
  - Četrdeset i pet čuvara (1847.)

### romance Marije Antoinette
- - Joseph Balsamo (1846.–1848.)
  - Kraljičina ogrlica (1849.–1850.)
  - Ange Pitou (1853.)
  - Grofica de Charny (1853.–1855.)
  - Vitez Crvene Kuće (1845.)
- Crni Tulipan (1850.)
- pripovijest u oraščiću (1844.) obrada Hoffmannovog romana
- Zlatni razbojinici (after 1857.)
- Vitez Sainte-Hermine (Le Chevalier de Sainte-Hermine, 1869.)

## Vanjske povezice
- The Alexandre Dumas père Web Site